# Giacomo Isolani
Giacomo Isolani, dit le cardinal de S. Eustachio (né en 1360 à Bologne, Italie, alors dans les États pontificaux, et mort le 9 février 1431 près de Milan), est un pseudo-cardinal italien du XVe siècle.

## Biographie
Giacomo Isolani est marié et a cinq enfants. Il est professeur à l'université de Bologne et à l'université de Padoue. Isolani entre dans l'état ecclésiastique après la mort de sa femme. Il est nommé nonce apostolique  près du roi Ladislas Ier de Naples et assiste au concile de Pise en 1409. Isolani soutient l'antipape Jean XXIII.
L'antipape Jean XXIII le crée cardinal lors du consistoire du 6 juin 1411. Il est nommé légat de la province du Patrimoine. En 1420 le pseudo-cardinal Isolani est nommé administrateur de Melfi. En 1424 il est nommé légat à Pérouse, en 1424 gouverneur de Gênes et en 1430 légat du pape Eugène IV en France.
Il ne participe pas au conclave de 1417, lors duquel Martin V est élu.